# Maison des châteaux forts d'Obersteinbach
La Maison des châteaux forts se situe sur la commune française d'Obersteinbach, située dans la circonscription administrative du Bas-Rhin et, depuis le 1er janvier 2021, dans le territoire de la Collectivité européenne d'Alsace, en région Grand Est.
Le musée, créé dans les années 1980 sur le site de l’ancien presbytère catholique par l’"Association locale Patrimoine d’ici", est en cours de réaménagement.
La Maison des châteaux forts est le départ de nombreux sentiers de randonnée vers les ruines des châteaux forts des environs et présente des photographies permettant de découvrir et comprendre les particularités architecturales et géologiques des châteaux forts des Vosges du Nord.
Guetteurs ou gardiens, les châteaux forts protégeaient biens et sujets. La maison des châteaux forts permet de comprendre pourquoi ces forteresses se sont implantées sur des pitons rocheux, comment elles ont été édifiées, et comment leurs habitants y vivaient.